# Donde va Maine, también va la nación
As Maine goes, so goes the nation (en castellano Donde va Maine, también va la nación) es una frase que en su momento fue muy utilizada dentro de la política de los Estados Unidos. La frase reflejaba la reputación del estado de Maine como un estado que resultaba  definitorio en las elecciones presidenciales de los Estados Unidos. Específicamente, la elección para gobernador de Maine, realizada siempre en septiembre del mismo año que las elecciones presidenciales (dos meses después), tradicionalmente implicaba un triunfo para el partido que ganaría la presidencia. En diecinueve de las veintiséis elecciones presidenciales realizadas entre 1832 y 1932, Maine predijo el resultado nacional: 1832 (si no antes) hasta 1844, 1852, desde 1860 hasta 1876, 1888, desde 1896 hasta 1908 y desde 1920 hasta 1932.
La reputación de Maine como un «referente electoral» comenzó en 1840, cuando Edward Kent, el candidato del Partido Whig, resultó elegido gobernador. Dos meses después, el candidato presidencial Whig, William Henry Harrison, ganó las elecciones presidenciales de 1840, poniendo fin a doce años de hegemonía del Partido Demócrata. En septiembre de 1888, el Partido Republicano obtuvo una sólida victoria gubernativa y, en noviembre, el republicano Benjamin Harrison ganó las elecciones presidenciales a pesar de haber perdido el voto popular contra el presidente Grover Cleveland. El dicho se originó después de esta última elección, aunque se desconoce quién fue el autor de la frase.
Comenzando con su creación como estado en 1820 cuando se separó de Massachusetts, Maine celebró sus elecciones para cargos estatales y sus escaños en el Congreso en septiembre, no en noviembre, como lo hicieron la mayoría de los otros estados, debido al clima más cálido de septiembre y la cosecha temprana de Maine. La única elección en Maine que se celebraba en noviembre era la elección presidencial.
Después de que el término se hiciera popular, los partidos nacionales a menudo hicieron considerables esfuerzos políticos y económicos para ganar las elecciones estatales y parlamentarias en Maine, a pesar de ser un estado de población relativamente escasa (lo que traía como consecuencia una baja representación en el Congreso y en el Colegio Electoral a cargo de elegir al presidente) y a lo remoto de su ubicación.

## Donde va Maine, también va Vermont
En 1936, el republicano Lewis O. Barrows resultó elegido gobernador de Maine en forma aplastante, con una legislatura de mayoría abrumadora a favor de los republicanos, y una representación en la Cámara de Representantes y el Senado totalmente republicana. En 1932, la elección gubernativa había sido ganada por el Partido Demócrata (presagiando la victoria aplastante de Franklin D. Roosevelt, a pesar de que Herbert Hoover ganó en el estado de todas formas), lo que llevó a creer que la victoria de Barrows podía ser un presagio de una tendencia republicana a nivel nacional. La campaña de Alf Landon, candidato presidencial republicano, resaltó la frase en un intento de atraer a los votantes.
La elección presidencial de noviembre, sin embargo, resultó en un triunfo arrollador para Roosevelt, que fue derrotado por Landon únicamente en Maine y en Vermont, dando como resultado que el Partido Republicano obtuviera tan solo ocho votos electorales (los tres de Vermont y los cinco de Maine), y destruyendo en el proceso cualquier legitimidad de la frase. Los republicanos no pudieron ganar siquiera en el estado natal de Landon, Kansas, y los 8 electores obtenidos fueron la cantidad más pequeña de votos electorales para un partido mayoritario desde la instauración del sistema bipartidista estadounidense. El estratega demócrata y gerente de campaña de Roosevelt, James Farley, bromeó después de los comicios: «Donde va Maine, también va Vermont».
A partir de ese momento, el partido cuyo candidato ganó las elecciones para gobernador de Maine en septiembre en los años de elecciones presidenciales ganó las elecciones presidenciales de noviembre solo una vez, en 1952, cuando el republicano Burton M. Cross fue elegido gobernador, y Dwight D. Eisenhower fue elegido para su primer mandato como presidente.
En 1957, Maine cambió su ley electoral para celebrar todas las elecciones generales en noviembre, y a partir de 1960 celebró elecciones al mismo tiempo que el resto de los Estados Unidos, poniendo fin a la tradición. Desde que Maine renunció a su estatus de «referente», varios otros estados (Delaware, Misuri, Nevada, Nuevo México, Wisconsin, Ohio) han ostentado reputaciones similares por muchos años. De acuerdo con el autor Thomas Frank hoy en día el estado que mejor refleja la política de los Estados Unidos  a nivel nacional es Kansas, ya que en las últimas décadas el candidato que ganó al Estado siempre ha ganado las elecciones presidenciales.